# Lóvátett lovagok
A Lóvátett lovagok (angolul: Love’s Labour’s Lost), valamint Rákosi Jenő fordításában Felsült szerelmesek, William Shakespeare egy komédiája, mely négy férfi, Ferdinand (Navarra királya), Biron, Longaville, valamint Dumaine akadémiai fogadalmáról, és annak megszegéséről szól. A mű valószínűleg 1593 és 1595 között keletkezett.

## A szöveg keletkezésének ideje
A Lóvátett lovagok keletkezési idejét különösen nehéz meghatározni, ugyanis a Stationer’s Register nem tesz róla említést. Továbbá a műnek csak egy, 1598-as keltezésű kvartója létezik, az 1623-ban kiadott fólió ennek a szövegnek az újranyomtatása, utólagosan felvonásokra osztva.
A létező kvartó alcíme – „newly corrected and augmented as it was presented before Her Highnes’ this last Christmas” – arra utal, hogy létezett egy ezt megelőző verzió is, melynek dátuma ismeretlen ugyan, de feltételezések szerint a vígjáték első előadására 1593 karácsonyakor került sor, egy nemes házában.
A kvartó első oldalán található írás szerint a színdarabot úgy rögzítették, ahogy I. Erzsébet előtt előadták a kiadást megelőző karácsonykor. Ez azt jelenti, hogy a színdarab addigra nagy sikereket ért el. Az említett karácsony valószínűleg az 1597-es volt, ugyanis két írásos dokumentumban említik a színdarabot 1598-ban: Meres Palladis Tamia című művében és Robert Tofte Alba: The Months Minde of a Melancholy Louer írásában.

## A mű forrásai
A Lóvátett lovagok esetében intertextuális forrást nehéz biztosan meghatározni. John Michael Archer úgy gondolja, hogy a Ferdinánd és lovagjai által kötött egyezség a tanulásuk elősegítésére Pierre de la Primaudaye The French Academie művének kifigurázása. John Dover Wilson szerint a színdarab alapját George Chapman Az éj árnyéka költeménye adja. Továbbá, Neal L. Goldstein megjegyzi, hogy Armado és Julka története hasonlóságot mutat Don Quijote és Dulcinea kapcsolatával.
Lévén, hogy a mű a saját korának szatírája, a legfontosabb utalások a társadalommal és személyekkel kapcsolatosak. Thomas Nashe Pille karaktereként tűnik fel, előnyös képet alkotva róla. Armado karaktere Walter Raleigh tükörképe, erre utal az is, hogy Armado karaktere négy-öt évvel az után keletkezett, hogy Raleigh jelentős szerepet töltött be II. Fülöp spanyol király armadájának legyőzésében. Holofernes, az iskolamester John Florio, egy olasz protestáns mintájára született meg. Az is elképzelhető, hogy Holofernes neve kölcsönzés François Rabelais Gargantua és Pantagruel művéből. Ennek megerősítésére szól, hogy latint és matematikát tanít Gargantuának. Ám John Dover Wilson úgy gondolja, Holofernes karaktere valójában Thomas Harriot karikatúrája. Navarra királyát és három lovagját Shakespeare valószínűleg Derby grófja, Ferdinando Stanley, valamint Essex, Southampton és Rutland grófjairól mintázta.

## A dráma szereplői
| Eredeti név           | Rákosi Jenő fordítása | Gáspár Endre és Faludy György fordítása | Mészöly Dezső fordítása |
| Ferdinand             | Ferdinand             | Ferdinand                               | Ferdinánd               |
| Berowne               | Biron                 | Biron                                   | Biron                   |
| Longaville            | Longaville            | Longaville                              | Longaville              |
| Dumaine               | Dumaine               | Dumain                                  | Dumaine                 |
| Boyet                 | Boyet                 | Boyet                                   | Boyet                   |
| Mercadé               | Mercade               | Mercade                                 | Mercade                 |
| Don Adriano de Armado | Don Adriano de Armado | Don Adriano de Armado                   | Don Adriano de Armado   |
| Sir Nathaniel         | Sir Nathaniel         | Sir Nathaniel                           | Sir Nathaniel           |
| Holofernes            | Holofernes            | Holofernes                              | Holofernes              |
| Dull                  | Balga                 | Gyüge                                   | Lüke                    |
| Costard               | Kobak                 | Kobak                                   | Bunkó                   |
| Moth                  | Moly                  | Moly                                    | Pille                   |
| A Forester            | Vadász                | Egy erdész                              | Vadász                  |
| Princess of France    | Frank Herczegnő       | Francia királylány                      | Francia királylány      |
| Rosaline              | Rózsa                 | Rosaline                                | Rosaline                |
| Maria                 | Mária                 | Mária                                   | Mária                   |
| Katherine             | Katinka               | Katherine                               | Katherine               |
| Jaquenetta            | Jutka                 | Jutka                                   | Julka                   |

## A mű cselekménye

### Első felvonás

#### Első jelenet

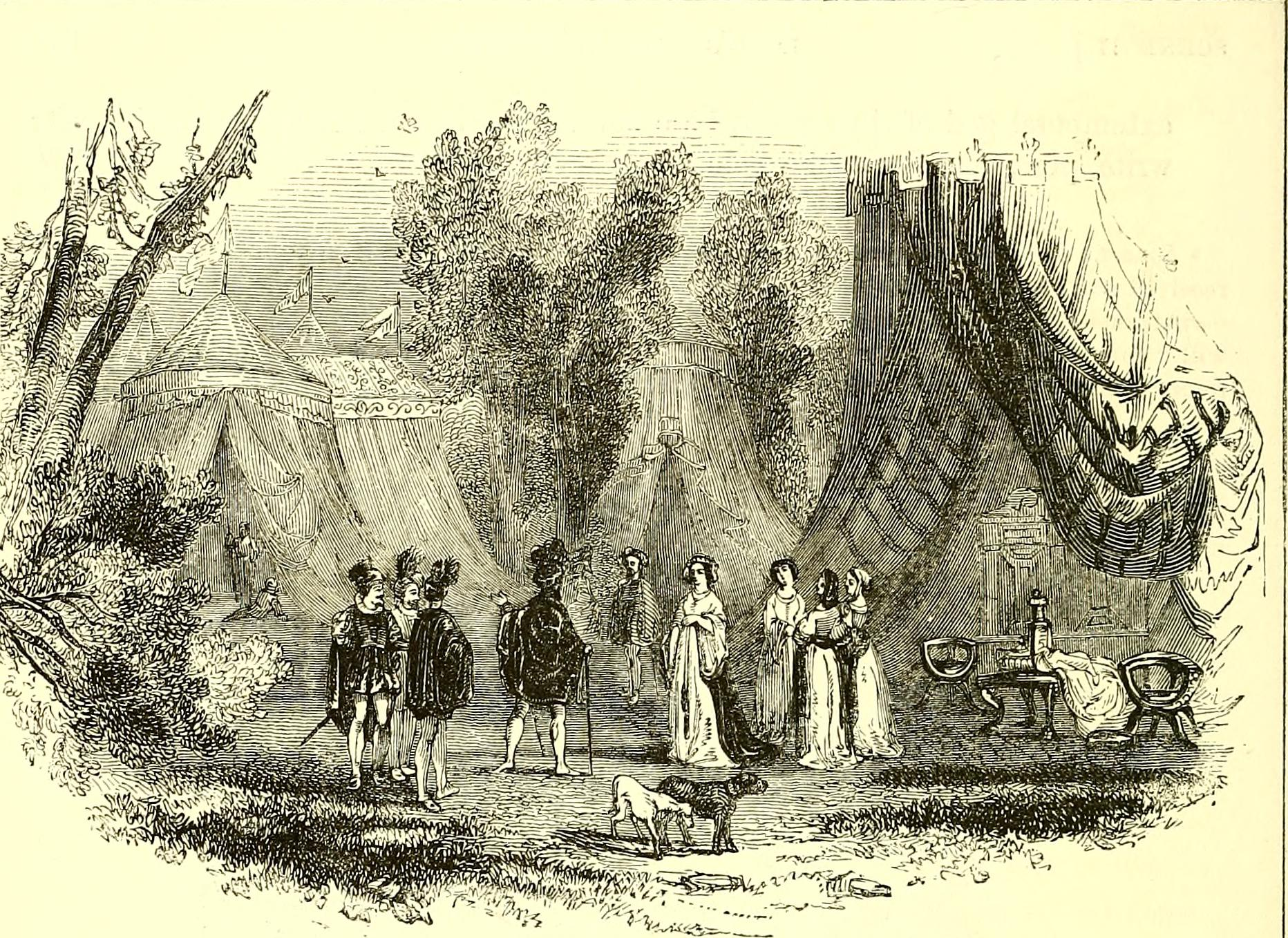

Ferdinand, Navarre királya és a lovagok, Longaville, Dumaine és Biron esküt tesznek arra, hogy hírnév érdekében három évig a testüket háttérbe szorítva, női társaságot teljesen kiszorítva csak tanulással foglalkoznak. Biron kijelenti, hogy a fogadalmat lehetetlen megtartani, és erre az is rásegít, hogy a francia hercegnő Navarre felé tart Aquitania feladása miatt. Levél érkezik Don Armadotól, aki megvádolja Bunkót azzal, hogy beszélt egy nővel, Julkával.

#### Második jelenet
Armado és Moly a szerelemről beszélnek, és Armado bevallja, hogy szereti Julkát. Lüke, Bunkó és Julka megérkeznek és Costard Armado megfigyelése alá kerül. Armado szerelmi vallomást tesz Julkának.

### Második felvonás

#### Első jelenet
A francia hercegnő és udvarhölgyei megérkeznek. Kiderül, hogy az udvarhölgyek, Rosaline, Katherine és Mária szerelmesek Ferdinánd lovagjaiba. A király és lovagjai megérkeznek, a hölgyek maszkot húznak. A király és a hercegnő megvitatják Aquitania ügyét és a király addig nem hajlandó egyezkedni, míg a francia király vissza nem fizeti az adósságát. A hölgyek a férfiak fogadalma miatt nem léphetnek be a kastélyba.

### Harmadik felvonás

#### Első jelenet
Armado szerelmes levelet ír Julkának és Bunkóval küldi el neki. Bunkó találkozik Bironnal, aki szintén ad neki egy kézbesítendő levelet Rosaline számára.

### Negyedik felvonás

#### Első jelenet
A francia hercegnő és udvarhölgyei vadászaton vannak. Bunkó megérkezik Biron levelével, de kiderül, hogy Bunkó összecserélte a két levelet.

#### Második jelenet
Holofernes és Nathaniel segítenek elolvasni a levelet, amit Julka kapott. Kiderül, hogy a vallomás nem a lánynak szól, és Holofernes azt tanácsolja, mutassák meg a levelet a királynak.

#### Harmadik jelenet
A király és lovagjai kihallgatják egymást, mikor szerelmükről beszélnek, majd azonnal megvádolják egymást. Biron megpróbál hazudni, de Bunkó és Julka megérkeznek a levelével. A négy férfi feladja a fogadalmát.

### Ötödik felvonás

#### Első jelenet
Armado felkeresi Holofernest és Nathanielt és megkéri őket, hogy segítsenek egy színdarab előadásában, amit a király rendelt meg.

#### Második jelenet
A király és a lovagok orosznak álcázva akarnak beszélni a hölgyekkel. A hercegnő és udvarhölgyei maszkot húznak és kicserélik a férfiaktól kapott ajándékokat. Armado előadására mind összegyűlnek. Bunkó és Armado meg akarnak küzdeni Julkáért. Megérkezik a hír, hogy a francia király meghalt. A hölgyek egy évet kérnek a férfiaktól és megfogadtatják velük, hogy egy évig remeteéletet élnek, és jócselekedeteket hajtanak végre.

## A mű témái
A Lóvátett lovagok fő célja, hogy bemutassa a reneszánsz szerelem irracionalitását. Neal L. Goldstein a firenzei neoplatonizmus és a Francesco Petrarca által híressé vált reneszánsz romantikus normákkal foglalkozik, és azzal, hogy Shakespeare milyen módon tartózkodik ezektől a nézetektől. Az önmegtartóztatási fogadalom és annak szinte azonnali megszegése erre a fő példa. A hercegnő és udvarhölgyei gúnyosak, merészek és gőgösek, ez ellentétessé teszi őket a reneszánsz ideákkal, nem passzív istennőkként tűnnek fel, így meghazudtolva a petrarcai elképzelést. A férfiak szedettvedett szonettjei és képtelenségük a felolvasás nélküli elszavalásra szintén antipetrarkista megnyilvánulásként értelmezhető. Ám ez nem csak paródia, hanem a reneszánsz udvarlási módszer szokatlanságának bemutatása is. Joseph Westlund megjegyzi, hogy Armado szonettje sikeresnek bizonyul, ám a vers maga sem hagyományos, Armado ugyanis magát állítja uralkodónak, szerelmét, Julkát vazallusnak.
Shakespeare nézetei szerint a reneszánsz szerelem egy fikció, aminek fikción belül a helye. Ezt bizonyítja a színdarab vége, mikor a francia király halála után a szereplők és reakcióik is valószerűbbé válnak. A francia hölgyek visszautasítják a férfiak örök szerelemre tett fogadalmát, és a színdarab azzal zárul, hogy a párok csak ígéretek társaságában távoznak el egymástól.
Joseph Westlund kifejti, hogy a természetellenesség a szeszélyek, szerelem és teljesítményvágy egymás ellen állításából születik. A lovagok tanulási vágya nem egyszerűen a tudás megszerzésére irányul, hanem a hatalomra, ami ez által kezükbe kerül. A tanulás igaz lényegét háttérbe helyezik, és mikor szükség lenne az értelemre és szellemiségre, megbuknak. A szonettjeik tipikus reneszánsz módon íródtak, ezzel igaztalanná téve az érzelmeiket.
A Lóvátett lovagok másik sajátossága, hogy komédia keretein belül bemutatja a szavak hatalmát. A retorikában való jártasság kulturális hatalmat jelent, ám az igazi hatalom a moralitásban és spiritualitásban rejlik. A reneszánsz korban csak férfiak kaptak retorikai oktatást, a nők nem. Ennek ellenére a Lóvátett Lovagokban a francia hölgyek viselkedésben, intelligenciában és észjárásban mind felülmúlják a férfiakat.
Biron feladata az egyéves távollétre a legnehezebb, és a vígjáték nyelvi játékához illő. Rosaline arra kéri őt, hogy ékesszólását ne saját céljaira használja, hanem betegek megnevettetésére, ezzel tanítva meg neki, hogy mások megnevettetése fontosabb, mint önmagunk hallgatása.

## A Lóvátett lovagok a magyar színházakban
Az Országos Színháztörténeti Múzeum és Intézet digitális adattára tíz előadást tart számon, egy kivételével mind Mészöly Dezső fordítását használva fel. Az első rögzített előadást Janovics Jenő rendezte Rákosi Jenő fordítását felhasználva, és 1913-ban a Kolozsvári Nemzeti Színházban adták elő, Felsült szerelmesek címen.
A komédia 1969-ben Seregi László rendezésével került előadásra Veszprémben. Egy évvel később szintén Seregi László a színdarab zenés verzióját elhozta Budapestre, a Fővárosi Operettszínházba. 1977-ben Szirtes Tamás rendezésében a Madách Színházban került előadásra, majd tíz évvel később, 1987-ben szintén Szirtes Tamás feldolgozása a Thália Színház műsorára került. 2000-ben a Vígszínházban Keszég László verziója került színpadra. 2001-ben Székesfehérváron, a Vörösmarty Színházban Kozák András által került előadásra. 2003-ban a Janus Egyetemi Színpad társulata adta elő Pécsett, Tóth András Ernő rendezésében. 2004-ben A Szentendrei Teátrum társulata is előadta Hajdu István vezetésével, a Dunaparti Művelődési Ház udvarán. Ez a feldolgozás annyiban különbözik az eredetitől, hogy a színdarab címe A szószegő szerelmesek, avagy a lóvátett lovagok (Lovak és lovagok nélkül), Shakespeare az alapszöveg írójaként van feltüntetve (a szerző Magyar Attila), valamint a szereposztás egyszerűen fiúkra és lányokra van osztva az OMSZI archívumban. 2011-ben Békéscsabán, a Békés Megyei Jókai Színházban került előadásra Tege Antal rendezésében. A Lóvátett lovagok 2017-ben Rudolf Péter rendezésében került a Pesti Színház színpadára, Telekes Péter (Ferdinánd), Wunderlich József (Biron) és Szilágyi Csenge (Francia királylány) főszereplésével.

## A Lóvátett lovagok filmes adaptációi
A Lóvátett lovagok első filmváltozata 1965-ben készült, Roger Jenkins és Val May rendezésével. 1975-ben kiadták a BBC Play of the Month sorozat részeként, Basil Coleman rendezésében. Újabb tíz év elteltével, 1985-ben Elijah Moshinsky elkészítette a mű BBC változatát. 2000-ben a vígjáték modern verziója Kenneth Branagh rendezésével készült el. 2010-ben közzétették a Globe Színházban játszott előadást. 2012-ben Paula Garfield rendezésében a Lóvátett lovagok jelbeszéddel előadott változata is napvilágot látott. 2016-ban a műnek egy modernizált újraálmodása jelent meg, Jake O’Hare és Jennifer Sturley feldolgozásában. Barry Avrich kanadai adaptációja 2017-ben jelent meg.